# Миноносцы типа А первой серии
Миноносцы типа А первой серии — тип миноносцев, состоявший на вооружении Военно-морского флота Германии в XX веке. Всего было построено 25 миноносцев этого типа. Все эти корабли строились на верфи «А. Г. Вулкан» в Гамбурге.
Первая серия прибрежных миноносцев типа А («А-1»-«А-25») была построена в экстренном порядке и была неудачна. Чертежи корабля разрабатывались на базе старого проекта фирмы «Шихау» и боевые возможности оказались более чем скромными. Одновинтовые, со старомодными угольными котлами, миноносцы могли развивать скорость не более 19-20 узлов.

## Корпус

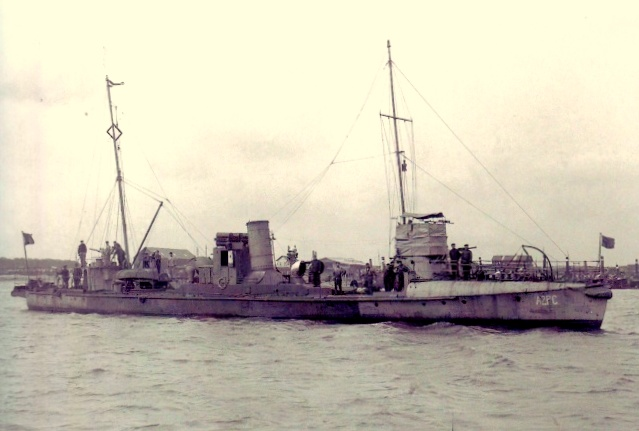
A2

Корпус делился лишь на четыре водонепроницаемых отсека, что предопределило их крайне низкую живучесть.

### Энергетическая установка
На кораблях типа в качестве ГЭУ была установлена трёхцилиндровая паровая машина (тройного расширения) и военно-морской котёл. Максимальные запасы топлива на миноносцах типа составляли 24,5 тонны угля. В среднем на испытаниях развивали 19 узлов.

### Вооружение
Миноносцы вооружались одним 50-мм/40 или 52-мм/55 орудием. Торпедное вооружение состояло из 2×1 450-мм торпедных аппаратов. Так же миноносцы могли нести 4 мины заграждения и трал (изначально предполагалось «по совместительству» использовать их в роли тральщиков).

## Служба
Из них 16 прибыли во Фландрию, где успешно работали как заградители, тральщики и суда по уборке противолодочных сетей. Остальные девять использовались при школе подводного плавания, во Вспомогательной флотилии тральщиков Балтийского моря и в портовой флотилии Киля. Потребность в малых кораблях для тральной службы, борьбы с подводными лодками выросла чрезвычайно, но для этих целей не имело смысла продолжение строительства миноносцев типа А-1 из-за их малой мореходности и недостаточной скорости хода. Поэтому решено было отказаться от слишком большого круга задач при использовании малых миноносцев, в результате чего с миноносцев типа А-1 и старых миноносцев типа Т было снято торпедное вооружение, для применения только в качестве тральщиков и посыльных судов (Tender). Всего из первой серии миноносцев в ходе войны погибли восемь.